# Dusičnan cínatý
Dusičnan cínatý je anorganická sloučenina s chemickým vzorcem Sn(NO3)2. Dusičnan cínatý tvoří krystalické hydráty.

## Příprava
Dusičnan cínatý je možné připravit rozpuštěním cínu nebo oxidu cínatého ve zředěné kyselině dusičné:{\displaystyle {\ce {4 Sn + 10 HNO3 + H2O -> 4 Sn(NO3)2*H2O v + NH4NO3}}}
Při pokusech o odpaření a zisku krystalického produktu došlo k rozkladu dusičnanu cínatého, které může být prudké.

## Vlastnosti
Dusičnan cínatý je krystalická látka, která se vyskytuje jako hydrát o složení Sn(NO3)2·nH2O , kdy n = 2, 3, 5, 20.
Dusičnan cínatý se rozkládá za vzniku oxidu cíničitého a různých sloučenin dusíku. Zředěný roztok dusičnanu cínatého je stabilní.
Ve vodných roztocích dusičnan cínatý podléhá hydrolýze:
3 Sn(NO3)2 + 4 H2O → Sn3(OH)4(NO3)2 + 4 HNO3